# Радіоактивне зараження

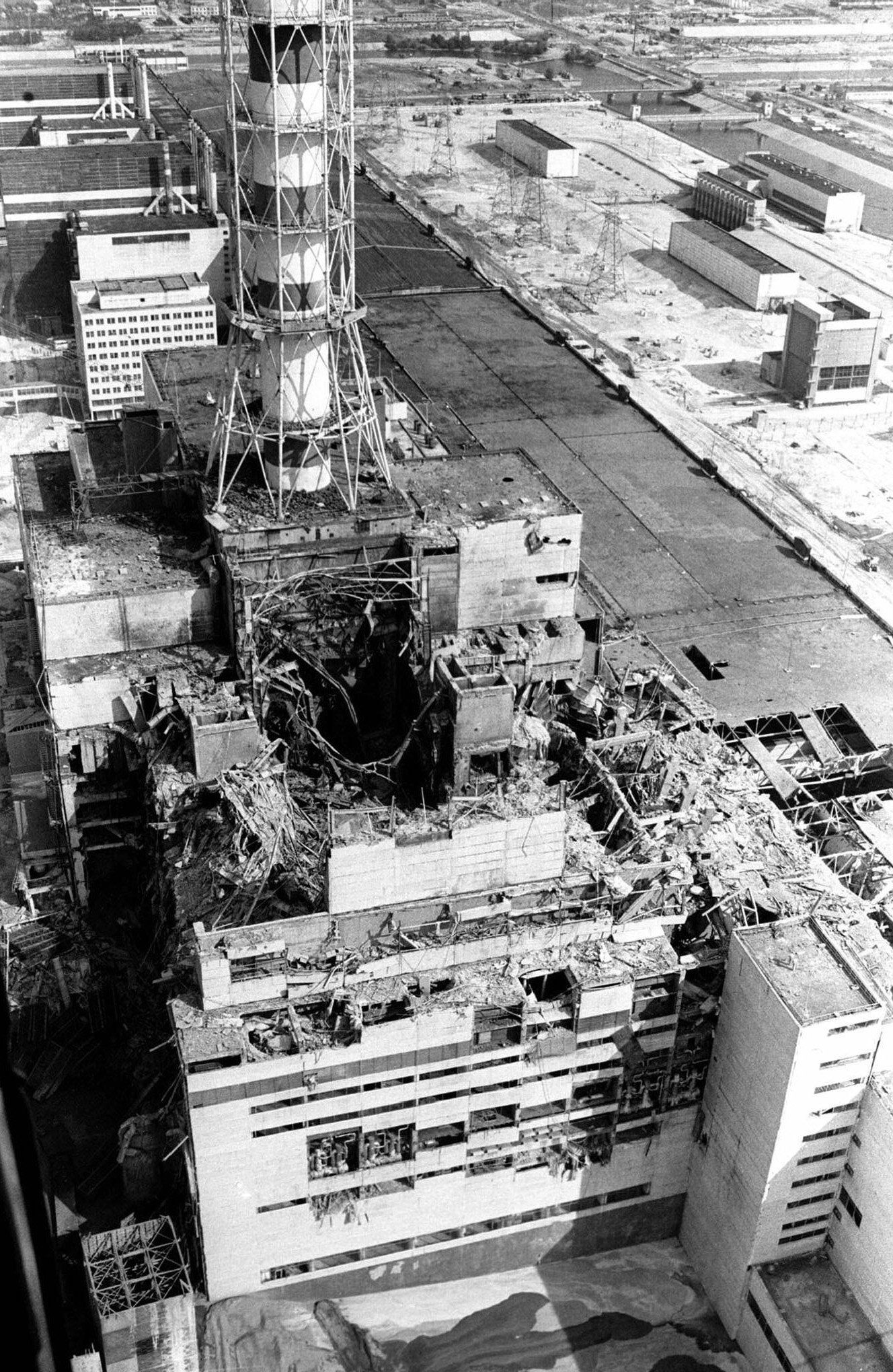
Четвертий енергоблок ЧАЕС після аварії

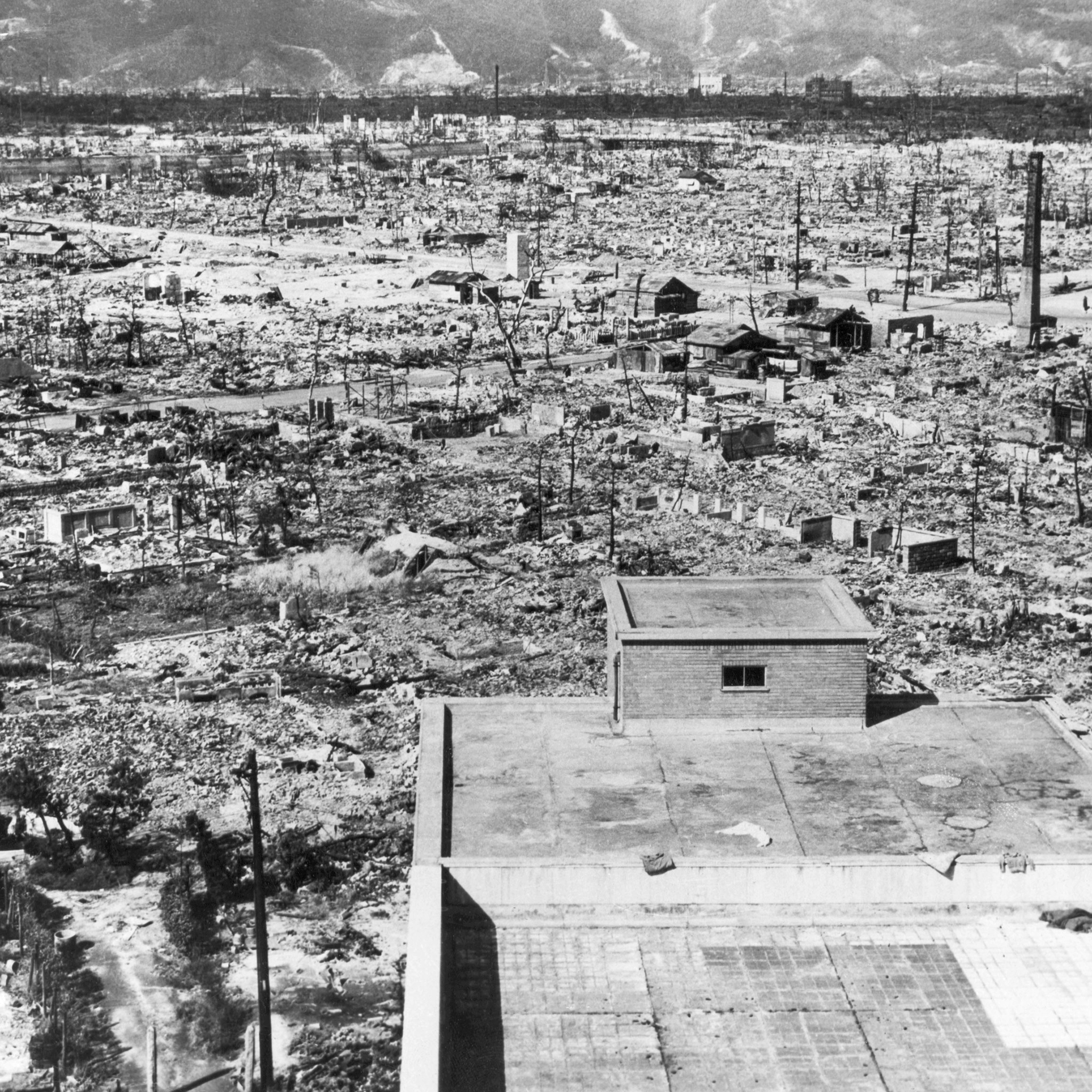
Хіросіма після ядерного бомбардування

Радіоактивне зараження — це забруднення території продуктами ядерної реакції. Радіоактивне зараження місцевості та розташованих на ній об'єктів відбувається:
- Під час ядерного вибуху внаслідок випадання радіоактивних речовин із хмари ядерного вибуху і наведеної радіації, зумовленої утворенням радіоактивних ізотопів у довкіллі під впливом миттєвого нейтронного і гамма-випромінювань ядерного вибуху; вражає людей і тварин, головним чином, унаслідок зовнішнього гамма -і (в меншому ступені) бета-опромінення, а також унаслідок внутрішнього опромінення (в основному альфа-активними нуклідами) при попаданні радіоізотопів в організм з повітрям, водою та їжею.
- Під час техногенних аварій (витік з ядерних реакторів, витік під час перевезення та зберігання радіоактивних відходів, випадкового витоку промислових і медичних радіоактивних матеріалів) унаслідок розсіювання радіоактивних речовин; характер зараження місцевості залежить від типу аварії.

Територія, яка була забруднена, називається зоною радіоактивного зараження.

## Фактори радіоактивного зараження
Основні фактори:
- Потужність ядерного вибуху або техногенної аварії
- Місце вибуху або аварії, тобто підводне, надводне, підземне, наземне, повітряне і у ближньому космосі

Коли місце вибуху або аварії надводне або наземне велика кількість землі та води буде в газоподібному стані радіоактивної хмари. Ці матеріали стануть радіоактивними, коли конденсується з нейтронно-активованих продуктів поділу. Багато з ізотопів 91Sr, 92Sr, 95Zr, 99Mo, 106Ru, 131Sb, 132Te, 134Te, 137Cs, 140Ba, 141La, 144Ce розпадаються в ізотопи йоду-131, цезію-137, стронцію-90 і плутонію.
- Метеорологічна ситуація: температура, присутність дощу, напрямок вітру

Найдужче страждають території, в яких під час вибуху або аварії іде дощ і куди дме вітер. Йод і цезій поширюється за вітром на ширшу територію, ніж велика частина стронцію і плутонію, оскільки вони містяться здебільшого в менших частках. Дощ прибиває частки до землі.

## Щільність забруднення
Щі́льність забру́днення (питома поверхнева активність, Ai) — активність даного радіонукліда на досліджуваній поверхні площею Sp:
{\displaystyle \sigma i={Ai/Sp}}
Одиниця вимірювання — бекерель на квадратний метр (Бк/м²). Позасистемною одиницею вимірювання є кюрі на квадратний метр (Ki/м²). Співвідношення одиниць: 1 Ki/м² = 3,7х104 Бк/м²; 1 Бк/м² = 2,7х10−5 Ki/м².

## Приклади радіоактивного зараження

### Чорнобильська катастрофа

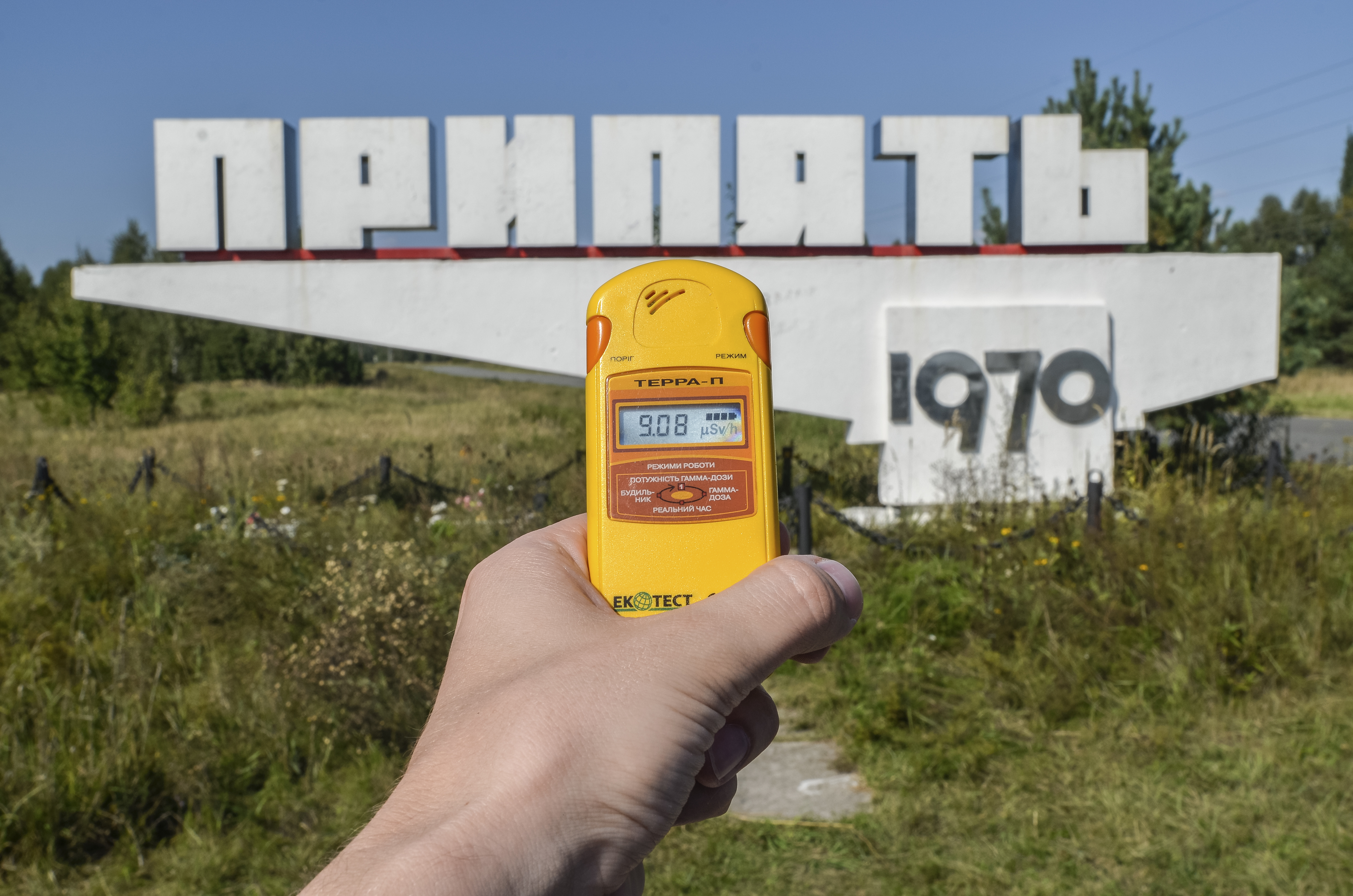
Радіоактивне зараження в місті Прип'ять

Чорнобильська екологічна катастрофа була спричинена руйнуванням 26 квітня 1986 року четвертого енергоблоку Чорнобильської атомної електростанції, розташованої на теренах України (на той час — Української РСР). Руйнування мало вибухові ознаки, реактор був повністю зруйнований і в довкілля було викинуто велику кількість радіоактивних речовин.
Катастрофа вважається найбільшою за всю історію ядерної енергетики, як за кількістю загиблих і потерпілих від її наслідків людей, так і за економічним збитком.
Після аварії утворилася радіоактивна хмара, яка накрила не лише сучасну Україну, Білорусь та Росію, які знаходилися поблизу ЧАЕС, але й і Східну Фракію, Македонію, Сербію, Хорватію, Болгарію, Грецію, Румунію, Литву, Естонію, Латвію, Фінляндію, Данію, Норвегію, Швецію, Австрію, Угорщину, Чехію, Словаччину, Нідерланди, Бельгію, Словенію, Польщу, Швейцарію, Німеччину, Італію, Ірландію, Францію (разом з Корсикою), Велику Британію та острів Мен.
Інформація про радіацію прийшла не з СРСР, як мало би бути, а з Форксмаркської АЕС (англ. Forsmark Nuclear Power Plant) (1100 км від місця аварії) в Швеції, коли на одязі співробітників 27 квітня було знайдено радіоактивні частинки. Після пошуків витоку радіації на самій АЕС, стало зрозуміло, що в західній частині колишнього СРСР існує серйозна ядерна проблема. Підвищення рівня радіації також було засвідчено у Фінляндії, але страйк державної цивільної служби затримав відповідь і оприлюднення.
Забруднення території після аварії на ЧАЕС залежало від погодних умов. Повідомлення радянських і західних науковців вказують на те, що Білорусь отримала близько 60 % радіоактивного забруднення від загальної кількості на СРСР. Проте згідно з даними (англ. The Other Report on Chernobyl (TORCH report), які були оприлюдненні в 2006 році половина летких часток приземлилася за межами України, Білорусі і Росії.
Унаслідок аварії з сільськогосподарського користування було виведено близько 5 млн га земель, довкола АЕС створена 30-кілометрова зона відчуження, знищені і поховані (закопані важкою технікою) сотні дрібних населених пунктів.
Перед аварією в реакторі четвертого блоку знаходилося 180—190 тонн ядерного палива (діоксиду урану). За оцінками, які в наш час[коли?] вважаються найбільш правдоподібними, у довкілля було викинуто від 5 до 30 % від цієї кількості. Деякі дослідники ставлять під сумнів ці дані, посилаючись на наявні фотографії і спостереження очевидців, які показують, що реактор майже порожній. Слід, проте, враховувати, що об'єм 180 тонн діоксиду урану складає лише незначну частину від об'єму реактора. Реактор переважно був заповнений графітом; вважається, що він згорів в перші дні після аварії. Крім того, частина вмісту реактора розплавилася і перемістилася через розломи внизу корпусу реактора за його межі.
Окрім палива, в активній зоні на мить аварії містилися продукти ділення і трансуранові елементи — різні радіоактивні ізотопи, що накопичилися під час роботи реактора. Саме вони становлять найбільшу радіаційну небезпеку. Велика їх частина залишилася усередині реактора, але найбільш леткі речовини були викинуті назовні, у тому числі:
- всі інертні гази, що містилися в реакторі;
- приблизно 55 % йоду у вигляді суміші пари і твердих часток, а також у складі органічних сполук;
- цезій і телур у вигляді аерозолів.

Загальна активність речовин, викинутих у довкілля, склала, за різними оцінками, до 14*1018Бк (14 ЕБк), у тому числі:
- 1,8 ЕБк йоду-131
- 0,085 ЕБк цезію-137
- 0,01 ЕБк стронцію-90
- 0,003 ЕБк ізотопів плутонію;
- частка інертних газів близько половини від сумарної активності.

Забруднення зазнало понад 200 000 км², приблизно 70 % — на території Білорусі, Росії і України. Радіоактивні речовини поширювалися у вигляді аерозолів, які поступово осідали на поверхню землі.
Інертні гази розсіялися в атмосфері і не вносили вкладу до забруднення прилеглих до станції регіонів. Забруднення було дуже нерівномірним, воно залежало від напрямку вітру в перші дні після аварії. Найбільше постраждали області, в яких в цей час випав дощ. Велика частина стронцію і плутонію випала в межах 100 кілометрів від станції, оскільки вони містилися загалом в більших частках. Йод і цезій поширилися на ширшу територію.
З точки зору дії на населення в перші тижні після аварії, найбільшу небезпеку становив радіоактивний йод, що має порівняно малий період напіврозпаду (вісім днів) і телур. В наш час[коли?] (і в найближчі десятиліття) найбільшу небезпеку становитимуть ізотопи стронцію і цезію з періодом напіврозпаду близько 30 років. Найбільші скупчення цезію-137 виявлені в поверхневому шарі ґрунту, звідки він потрапляє в рослини і гриби. Зараження також зазнають комахи і тварини, які ними харчуються. Радіоактивні ізотопи плутонію і америцію збережуться в ґрунті протягом сотень, а можливо і тисяч років, проте їх кількість не становить загрози.
У містах основна частина небезпечних речовин накопичувалася на рівних ділянках поверхні: на лугах, дорогах, дахах. Під впливом вітру і дощів, а також унаслідок діяльності людей, ступінь забруднення дуже знизився і зараз рівні радіації в більшості місць повернулися до фонових значень. У сільськогосподарських районах в перші місяці радіоактивні речовини осідали на листі рослин і на траві, тому зараження зазнавали травоїдні тварини. Потім радіонукліди разом з дощем або опалим листям потрапили до ґрунту, і зараз вони потрапляють в сільськогосподарські рослини, в основному, через коріння. Рівні забруднення в сільськогосподарських районах значно знизилися, проте в деяких регіонах кількість цезію в молоці, ще може перевищувати допустимі значення. Це стосується, наприклад, Гомельської і Могильовської областей в Білорусі, Брянської області в Росії, Житомирської та Рівненської областей в Україні.
Значного забруднення зазнали ліси. Через те, що в лісовій екосистемі цезій постійно циркулює, а не виводиться з неї, рівні забруднення лісових продуктів, таких як гриби, ягоди і дичина, залишаються небезпечними. Рівень забруднення річок і більшості озер в наш час (2000-і) низький. Проте в деяких озерах, в яких немає стоку, зосередження цезію у воді і рибі ще протягом десятиліть може становити небезпеку.
Забруднення не обмежилося 30-кілометровою зоною. Було відзначено підвищений вміст цезію-137 в лишайнику і м'ясі оленів в арктичних областях Росії, Норвегії, Фінляндії і Швеції.
1988 року на теренах, що зазнали забруднення, було створено радіаційно-екологічний заповідник. Спостереження показали, що кількість мутацій в рослин і тварин хоча і зросла, але не набагато, і природа успішно справляється з їх наслідками. З іншого боку, зняття антропогенної дії позитивно позначилося на екосистемі заповідника і вплив цього чинника значно перевищив негативні наслідки радіації.
Унаслідок майже повної відсутності там людей, природа почала швидко відновлюватися, зросли популяції тварин, збільшилося різноманіття видів рослинності.

### Ядерне бомбардування Хіросіми і Нагасакі

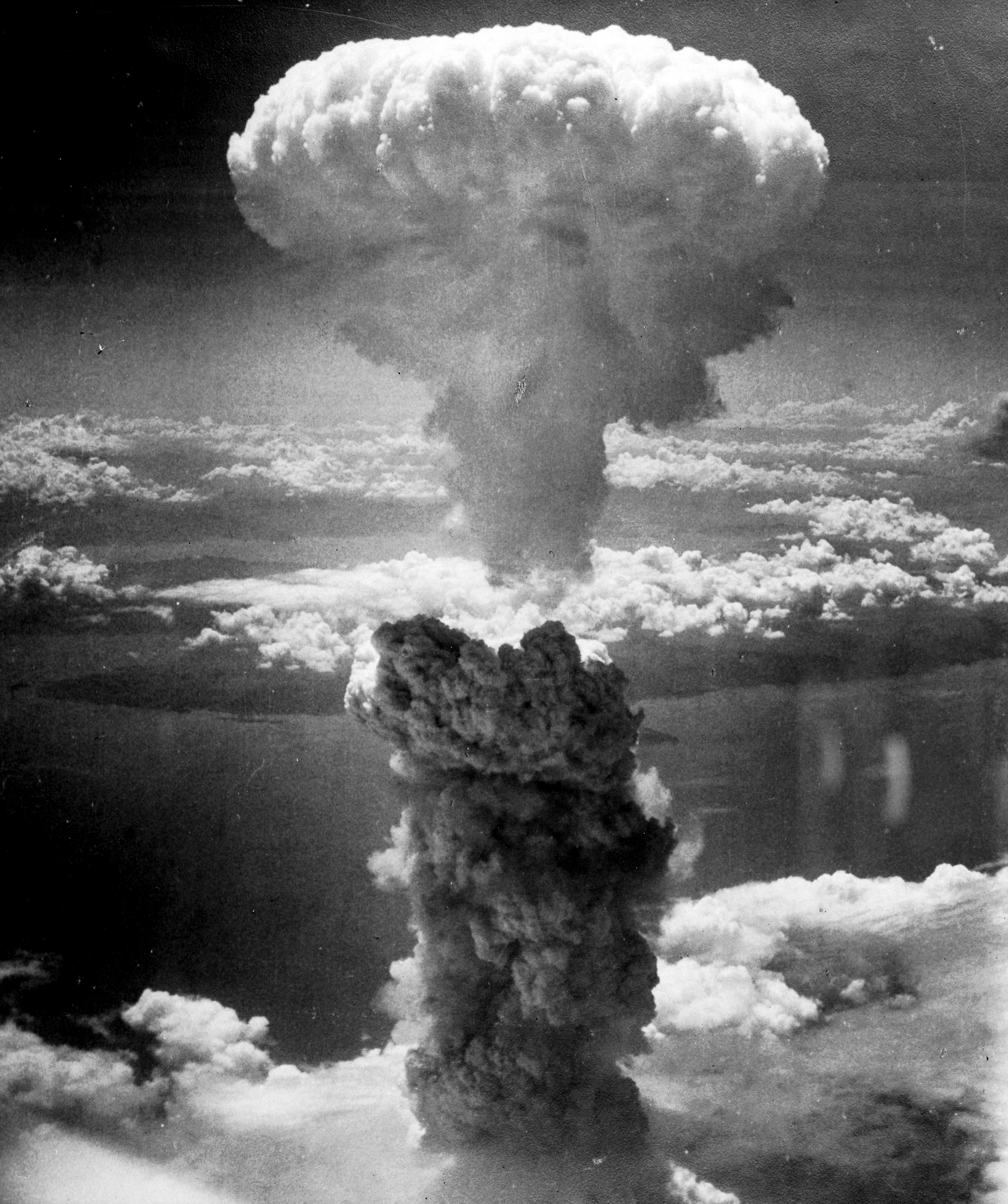
Грибоподібна хмара від ядерного вибуху в Наґасакі.

Наприкінці Другої світової війни, 6 серпня 1945 року авіація США скинула на японське місто Хіросіму ядерну бомбу. Вона вибухнула в повітрі над центром міста, на висоті 600 м. Вибух умить забрав життя 420 000 мешканців Хіросіми і перетворив місто на згарище. Внаслідок ядерного вибуху в довкілля у великій кількості були випущені альфа- та бета-частки, а також гамма-випромінювання та потоки нейтронів. Земна поверхня була радіоактивно заражена продуктами ядерного вибуху. В його епіцентрі на 1 см² земної поверхні припадало 12×1010 швидких і 9×1012 теплових нейтронів. Унаслідок вибуху над Хіросімою здійнялась величезна грибоподібна хмара, яка мала високу температуру та містила значну кількість радіаційно зараженого ґрунту, піднятого з землі. Вона швидко здійнялась у повітря і, ставши охолодженою в атмосфері, пролилася дощем. Його краплі були чорними і липкими через високий вміст пилу і бруду у хмарі. Цей дощ отримав назву «чорного дощу». 9 серпня 1945 року об 11:02 авіація США скинула на місто Нагасакі ядерну бомбу. Вибух стався в районі християнського кварталу Уракамі.